# Markiz Townshend
Baroneci Townshend of Raynham
- 1617–1637: Roger Townshend, 1. baronet
- 1637–1648: Roger Townshend, 2. baronet
- 1648–1687: Horatio Townshend, 3. baronet

Wicehrabiowie Townshend 1. kreacji (parostwo Anglii)
- 1682–1687: Horatio Townshend, 1. wicehrabia Townshend
- 1687–1738: Charles Townshend, 2. wicehrabia Townshend
- 1738–1764: Charles Townshend, 3. wicehrabia Townshend
- 1764–1807: George Townshend, 4. wicehrabia Townshend

Markizowie Townshend 1. kreacji (parostwo Wielkiej Brytanii)
- 1787–1807: George Townshend, 1. markiz Townshend
- 1807–1811: George Townshend, 2. markiz Townshend
- 1811–1855: George Ferrars Townshend, 3. markiz Townshend
- 1855–1863: John Townshend, 4. markiz Townshend
- 1863–1899: John Villiers Stuart Townshend, 5. markiz Townshend
- 1899–1921: John James Dudley Stuart Townshend, 6. markiz Townshend
- 1921 -: George John Patrick Dominic Townshend, 7. markiz Townshend

Najstarszy syn 7. markiza Townshend: Charles George Townshend, wicehrabia Raynham
Najstarszy syn wicehrabiego Raynham: Thomas Charles Townshend